# Sonkajärvi
Sonkajärvi è un comune finlandese di 3672 abitanti, situato nella regione del Savo Settentrionale. Il comune copre un'area di 1576,84 km², di cui 110,63 sono costituiti da acque interne. La popolazione ha una densità di 3,27 abitanti per km quadrato e il comune è monolingua finlandese. 
Sonkajärvi è famosa a livello internazionale per il campionato mondiale di trasporto della moglie, uno sport che consiste nel portare a spalla una donna il più rapidamente possibile lungo un percorso ad ostacoli.